# Moulidars
Moulidars é uma comuna francesa na região administrativa da Nova Aquitânia, no departamento de Charente. Estende-se por uma área de 17,17 km². Em 2010 a comuna tinha 737 habitantes (densidade: 42,9 hab./km²).